# Reedsburg (Wisconsin)
Reedsburg – miasto w Stanach Zjednoczonych, w stanie Wisconsin, w hrabstwie Sauk.